# Podhorní slatě
Podhorní slatě je přírodní památka, byla vyhlášena v roce 2008 a nachází se u obce Ovesné Kladruby. Důvodem ochrany je významná populace hnědáska chrastavcového a komplex přechodových rašelinišť, slatinišť a mokřadních luk. Péčí o území je pověřena Správa CHKO Slavkovský les. Pestrá struktura mokřadních luk je na lokalitě zajišťována mozaikovou a pásovou sečí s důrazem na vynechávání živných rostlin hnědáska chrastavcového – čertkusu lučního.

## Přírodní poměry
Zhruba 85 % ekosystému zabírají slatinné až rašelinné a střídavě vlhké louky, druhově velice bohaté s výskytem řady vzácných rostlinných druhů.

### Abiotické poměry
Z geomorfologického hlediska se chráněné území nachází v geomorfologickém okrsku Mrázovská pahorkatina, podcelku Toužimská plošina v Tepelské vrchovině.
Rozsáhlý komplex tvoří přechodová rašeliniště a slatiniště, jejichž geologickým podložím jsou horniny tepelského krystalinika, tvořené gabry a amfibolity, charakteristickými pro tuto část Tepelských vrchoviny.
Chráněný územím protéká drobný nepojmenovaný potok ústící do Podhorní nádrže Podhora, se kterou území na východě sousedí. Z vodní nádrže vytéká řeka Teplá, pravostranný přítok řeky Ohře a oblast tedy náleží do povodí řeky Ohře.

### Flóra
Ze zvláště chráněných a ohrožených druhů rostlin zde roste stabilní populace kruštíku bahenního (Epipactis palustris), vitální početná populace prstnatce májověho (Dactylorhiza majalis), vachty trojlisté (Menyanthes trifoliata), stovky jedinců tolije bahenní (Parnassia palustris), na slatinných loukách roste ostřice Davallova (Carex davalliana) a ostřice blešní (Carex pulicaris). 
Vzácně zde roste všivec lesní (Pedicularis sylvatica), prha arnika (Arnica montana) a tučnice obecná (Pinguicula vulgaris).

### Fauna
Z ohrožených a silně ohrožených druhů živočichů jsou zde zastoupeny ještěrka živorodá (Zootoca vivipara), ropucha obecná (Bufo bufo), zmije obecná (Vipera berus), křepelka polní (Coturnix coturnix), chřástal polní (Crex crex), ťuhýk obecný (Lanius collurio), ťuhýk šedý (Lanius excubitor), bramborníček hnědý (Saxicola rubetra), netopýr hvízdavý (Pipistrellus pipistrellus), netopýr parkový (Pipistrellus nathusii) a netopýr vousatý (Myotis mystacinus).

## Přístup
Ve východní okrajové části chráněného území protíná v délce asi 150 metrů červeně značená turistická stezka a cyklostezka číslo 2216.